# Irma Contreras (taekwondo)
Irma Edith Contreras Rodríguez (21 de diciembre de 1987) es una deportista mexicana que compitió en taekwondo. Ganó una medalla de oro en los Juegos Panamericanos de 2011 en la categoría de –57 kg.

## Palmarés internacional
| Juegos Panamericanos | Juegos Panamericanos | Juegos Panamericanos | Juegos Panamericanos |
| Año                  | Lugar                | Medalla              | Categoría            |
| -------------------- | -------------------- | -------------------- | -------------------- |
| 2011                 | Guadalajara (México) | Medalla de oro       | –57 kg               |